# 수완동
수완동(水莞洞)은 광주광역시 광산구의 행정동이다. 법정동 신가동 일부, 수완동 일부, 장덕동 일부, 흑석동 일부로 구성된다. 법정동 수완동의 나머지는 비아동에 속한다. 광주광역시 광산구 중에 제일 인구가 제일 많은 동에 속한다. 장덕도서관이 2013년 12월 27일에 개관하였다. 수완동에 북카페 놀숲이 존재하며 최소 2-3가지 이상의 마을지도가 존재하고 있다.

## 연혁
- 1914년 4월 1일
  - 수완동 - 비아면 수완리(상완, 하완, 수문)
  - 장덕동 - 하남면 장덕리(장자울, 신완, 성덕)
  - 흑석동 - 하남면 흑석리(시이, 하신, 금구)
  - 신가동 - 비아면 신가리(선창, 느랏터)
- 1985년 10월 1일 광산군 비아면 신가출장소
- 1995년 1월 1일 광주광역시 광산구 비아출장소 신가지소
- 1997년 7월 7일 광주광역시 광산구 신가동사무소 신설
- 2010년 9월 6일 신가동 수완동 분동 개청
- 2018년 7월 31일 명칭 개정(수완동 행정복지센터)

## 마을 유래
- 상완(上莞)
  - 과거 수완리(水莞里)에 속했던 마을로 상완, 하완, 수문리 마을이 있었으나 수문리 마을은 택지개발로 사라지고 현재는 상완, 하완마을만 남아 있다. 수원이 좋아 물 수(水)와 지역의 옛 이름 완동(莞洞)의 완 자를 따서 ‘수완’이라 했는데, 1914년 위쪽 마을을 상완, 아래쪽 마을을 하완이라 고쳤다. 상완마을은 속칭 ‘윗통머리’라고 불렀다. 양천 허씨와 전주 이씨가 개촌했고, 진주강씨가 들어왔다. 완초(莞草, 왕골)재배로 농가수익을 올렸다고 한다. 상완마을 역시 여러 가지 시설이 마을 입구를 가리고 있으며, 민가도 재건축이 진행되고 있다. 16통이 상완마을이며, 상완이라는 이름을 살린 경로당이 있다.
- 하완(下莞)
  - 광주시 문화재자료로 지정된 수완동 왕버들나무가 있는 마을이다. 1914년 상하로 마을을 나누었는데, 아래쪽에 위치해 하완으로 부른다. 일명 ‘통머리’라고 했는데, 마을 앞 저수지, 수완1제가 말구유인 ‘말구시통’를 닮았다 하여 붙인 이름이다. 1550년 양천 허씨와 전주 이씨가 들어와 살기 시작했는데 전주 이씨가 더 많이 살았다. 저수지 주변으로 식당가와 공동주택이 들어서고 있다. 저수지 옆에 있는 왕버들 두 그루가 광주시 문화재자료로 지정되어 있는데, 모정 옆에 있는 나무에 과거 당산제를 지냈다. 15통이 하완마을이다.
- 수문(水門)
  - 택지개발로 사라진 ‘수문(水門)’마을은 뻘등과 함께 풍영정천 범람피해로부터 수문 역할을 한다고 하여 붙여진 이름이라는 설, 마을 앞에 수문이 있어 붙은 이름이라는 설이 있다. 조선 초 달성 배씨가 옮겨와 개촌했다고 하며 기우제를 지냈던 기우제등이 있었는데, 큰봉이라고 불렀다. 마을 서남쪽 구릉에서 청동기시대 주거지와 토광묘, 수혈유구 등이 발굴되었고 마을 동쪽에는 조선 초 큰 절이 있어 절골로 불리던 마을도 있었다. 한국전쟁 때 난민이 거주하던 집단수용시설이 있었다. 6~8통 지역이었다.

## 주요 시설
- 원당산 청소년문화의집
- 비아신협
- 비아농협 본점
- 하남동우체국
- 장덕동 근대한옥
- 장덕동 청동기시대 집터

## 유통
- 롯데마트 수완점
- 농협하나로클럽 광주점
- 롯데시네마 수완
- 롯데아울렛 수완점

## 교육
- 광주광역시 유아교육진흥원 (장덕동)
- 고실초등학교 (장덕동)
- 성덕초등학교 (장덕동)
- 수완초등학교 (수완동)
- 새별초등학교 (흑석동)
- 큰별초등학교 (신가동)
- 은빛초등학교 (수완동)
- 장덕초등학교 (장덕동)
- 수완하나중학교 (수완동)
- 고실중학교 (장덕동)
- 성덕중학교 (장덕동)
- 수완중학교 (수완동)
- 장덕중학교 (장덕동)
- 명진고등학교 (수완동)
- 성덕고등학교 (장덕동)
- 수완고등학교 (수완동)
- 장덕고등학교 (장덕동)

## 주거
| 단지명                       | 건설사                                            | 시행사                                   | 주소                        | 주소   | 입주        | 비고                            |
| ---------------------------- | ------------------------------------------------- | ---------------------------------------- | --------------------------- | ------ | ----------- | ------------------------------- |
| 아름마을 중흥S클래스 1단지   | 중흥건설                                          | ㈜중흥건설산업                           | 광산구 수등로76번길 74      | 신가동 | 2009년 5월  |                                 |
| 장자울마을 중흥S클래스 2단지 | (합)중흥주택                                      | (합)중흥주택                             | 광산구 풍영로145번길 15     | 흑석동 | 2008년 11월 |                                 |
| 장자울마을 중흥S클래스 3단지 | (합)중흥주택                                      | (합)중흥주택                             | 광산구 풍영로145번길 18     | 흑석동 | 2008년 11월 |                                 |
| 수완 3차 진아리채            | 아이리스건설㈜                                    | ㈜지호건설                               | 광산구 풍영로 146           | 흑석동 | 2014년 5월  |                                 |
| 성덕마을 새한포유            | 새한건설㈜                                        | ㈜새한종합건설                           | 광산구 풍영로170번길 39-9   | 장덕동 | 2008년 12월 |                                 |
| 수완 수아리움                | ㈜부영                                            | ㈜부영                                   | 광산구 장덕로6번길 59       | 장덕동 | 2008년 11월 | '장덕마을 부영'에서 단지명 변경 |
| 수완 루아채                  | ㈜부영                                            | ㈜부영                                   | 광산구 풍영로 294-8         | 장덕동 | 2008년 11월 | '고실마을 부영'에서 단지명 변경 |
| 성덕마을 현진에버빌 2단지    | ㈜현진                                            | ㈜현진                                   | 광산구 풍영로169번길 46     | 장덕동 | 2009년 1월  |                                 |
| 해솔마을 현진에버빌 1단지    | ㈜현진                                            | ㈜현진에버빌                             | 광산구 장덕로 138           | 수완동 | 2009년 3월  |                                 |
| 솔빛마을 코오롱하늘채        | 코오롱글로벌                                      | 코오롱글로벌                             | 광산구 장덕로137번길 39     | 수완동 | 2008년 12월 |                                 |
| 은빛마을 모아엘가            | ㈜혜림건설                                        | ㈜모아주택산업                           | 광산구 수완로33번길 76      | 수완동 | 2009년 2월  |                                 |
| 수완 1차 우미린 은빛마을     | ㈜우선건설                                        | ㈜우선건설                               | 광산구 수완로33번길 22      | 수완동 | 2008년 7월  |                                 |
| 수완 2차 우미린 솔빛마을     | 우미건설 ㈜산해건설 ㈜선우산업개발 ㈜명선종합건설 | ㈜산해건설 ㈜선우산업개발 ㈜명선종합건설 | 광산구 왕버들로132번길 22   | 수완동 | 2008년 11월 |                                 |
| 수완 2차 진아리채            | 아이리스건설㈜                                    | ㈜진아건설                               | 광산구 장덕로137번길 17     | 수완동 | 2013년 12월 |                                 |
| 해솔마을 대주피오레 2단지    | ㈜대주건설                                        | ㈜한아름                                 | 광산구 수완로73번길 40      | 수완동 | 2009년 7월  |                                 |
| 수완 6차 대방노블랜드        | 대방건설                                          | 대방산업개발㈜                           | 광산구 왕버들로132번길 35   | 수완동 | 2013년 12월 |                                 |
| 수완 2차 대방노블랜드        | 대방건설                                          | 대방건설                                 | 광산구 임방울대로358번길 21 | 수완동 | 2011년 5월  |                                 |
| 수완 3차 대방노블랜드        | 대방건설                                          | 대방건설                                 | 광산구 풍영로170번길 39-10  | 장덕동 | 2011년 7월  |                                 |
| 수완 5차 대방노블랜드        | 대방건설                                          | 대방건설                                 | 광산구 풍영로170번길 39-26  | 장덕동 | 2011년 10월 |                                 |
| 수완 자이                    | 지에스건설㈜                                      | ㈜지씨엔                                 | 광산구 장덕로95번길 45      | 장덕동 | 2008년 12월 |                                 |
| 성덕마을 대주피오레 1단지    | ㈜대주건설                                        | ㈜미래알에이씨                           | 광산구 풍영로170번길 39-25  | 장덕동 | 2009년 10월 |                                 |
| 수완 한양수자인              | ㈜한양                                            | ㈜한양                                   | 광산구 수등로123번길 75     | 신가동 | 2009년 3월  |                                 |
| 수완1차 진아리채             | 아이리스건설㈜                                    | ㈜진아건설 ㈜에스알건설                  | 광산구 하남대로261번길 27   | 신가동 | 2012년 12월 |                                 |
| 수완 호반베르디움 1차        | 호반건설                                          | ㈜아시아신탁                             | 광산구 수등로123번길 21     | 신가동 | 2012년 7월  |                                 |
| 수완 호반베르디움 2차        | 호반건설                                          | ㈜호반리빙                               | 광산구 풍영로329번길 19     | 장덕동 | 2013년 6월  |                                 |
| 수완 진흥더루벤스            | 진흥기업                                          | ㈜미르이앤씨                             | 광산구 장덕로6번길 35       | 장덕동 | 2009년 3월  |                                 |
| 신안실크밸리                 | 신안건설산업㈜                                    | 신안건설산업㈜                           | 광산구 풍영로330번길 34     | 장덕동 | 2009년 1월  |                                 |
| 아름마을 휴먼시아 1단지      | 송촌종합건설㈜                                    | 대한주택공사                             |                             | 신가동 | 2009년 5월  |                                 |
| 아름마을 휴먼시아 2단지      | 남양건설                                          | 대한주택공사                             |                             | 신가동 | 2009년 5월  |                                 |
| 아름마을 휴먼시아 3단지      | 울트라건설㈜                                      | 대한주택공사                             |                             | 신가동 | 2009년 12월 |                                 |
| 장자울마을 휴먼시아 4단지    | 코오롱글로벌                                      | 대한주택공사                             |                             | 흑석동 | 2009년 7월  | 국민임대                        |
| 장자울마을 휴먼시아 5단지    | 정삼종합개발㈜                                    | 대한주택공사                             |                             | 흑석동 | 2009년 7월  | 국민임대                        |